# Trautmannsdorf an der Leitha
Trautmannsdorf an der Leitha est une commune autrichienne du district de Bruck an der Leitha en Basse-Autriche.

## Géographie
Le territoire communal s'étend sur la rive de la Leitha au sud-est de Vienne, à mi-chemin entre le Danube au nord et le lac de Neusiedl au sud. La frontière de la Basse-Autriche avec le Land de Burgenland continue à quelques kilomètres au sud-est. Trautmannsdorf est limitée à l'est par le chef-lieu du district, la ville de Bruck an der Leitha. 
La gare de Trautmannsdorf possède un raccordement direct avec le réseau de la S-Bahn de Vienne.

## Histoire

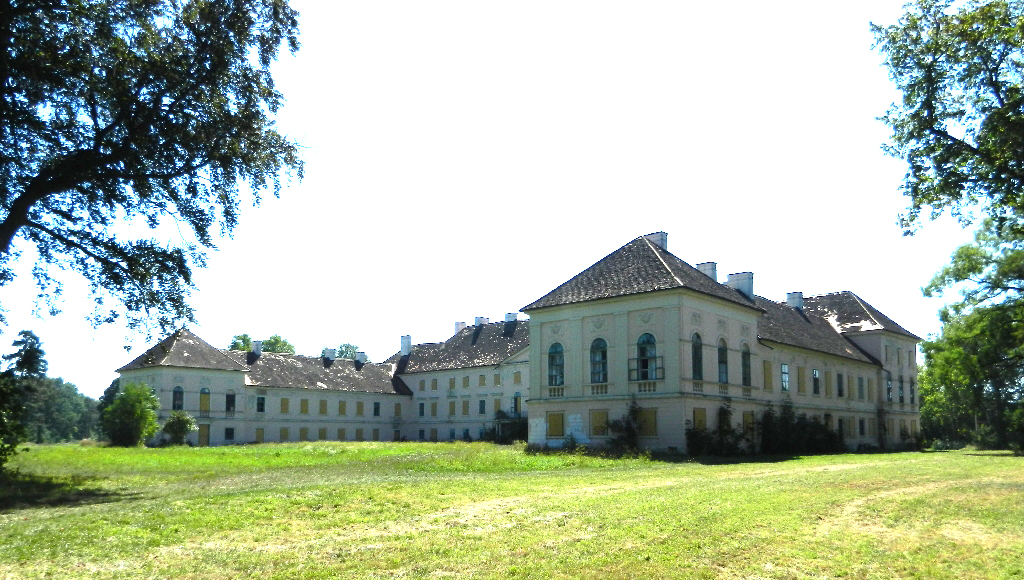
Le château Batthyány.

Le bourg tient son nom d'un certain noble Trutman, ministériel des margraves d'Autriche à l'époque des Babenberg. Vers l'an 1100, il acquiert les domaines détenus par l'abbaye de Göttweig pour ériger une maison forte. Documenté pour la première fois en 1292, ce château a joué un rôle stratégique au regard de la toute proche frontière avec le royaume de Hongrie. Il fut assiégé au cours du siège de Vienne en 1529 et une deuxième fois en 1683. Le lieu a été dévasté durant la révolte Kuruc jusqu'en 1711.
Le château de Trautmannsdorf appartenait, depuis 1576, à la famille de Windisch-Graetz ; sous leur domination il devint l'un des centres du protestantisme dans l'archiduché d'Autriche. En 1756, les domaines ont été vendus au maréchal Charles de Batthyány (1697-1772). Ses descendants de la famille Batthyány firent reconstruire le château dans le style du néo-classicisme au début du XIXe siècle, selon les plans de l'architecte présumé Joseph Kornhäusel. Durant la révolution hongroise de 1848, le bâtiment servit de hôpital militaire ; plus tard, il fut transformé à l'usage de sanatorium. Le château est vide depuis longtemps et doit être rénové.